# Dicranuropsis
Dicranuropsis este un gen de molii din familia Lymantriinae.